# نیکلاس رینولدز هوتون
نیکلاس رینولدز هوتون (انگلیسی: Nick Houghton؛ زادهٔ ۱۸ اکتبر ۱۹۵۴) ژنرال بازنشسته ارتش بریتانیا و رئیس سابق ستاد دفاع نیروهای مسلح بریتانیا است. او در ژوئیه ۲۰۱۳، پس از بازنشستگی ژنرال دیوید ریچاردز، به عنوان فرمانده گردان اول، گرین هاواردز در ایرلند شمالی در طول جنگ داخلی خدمت کرد و بعداً فرمانده تیپ ۳۹ پیاده در ایرلند شمالی شد. او در طول جنگ عراق به عنوان نماینده ارشد نظامی بریتانیا و معاون فرمانده نیروهای چند ملیتی - عراق، مستقر شد. بعداً، او رئیس عملیات مشترک در ستاد مشترک دائمی شد و تا زمان تصدی سمت رئیس ستاد دفاع، به عنوان معاون رئیس ستاد دفاع خدمت کرد. هاوتون در ژوئیه ۲۰۱۶ از ارتش بریتانیا بازنشسته شد و مارشال استوارت پیچ، به‌عنوان رئیس ستاد دفاع، جانشین او شد.